# Beria de Sus
Beria de Sus – wieś w Rumunii, w okręgu Aluta, w gminie Oporelu. W 2011 roku liczyła 234 mieszkańców.